# Martina Kaesbach

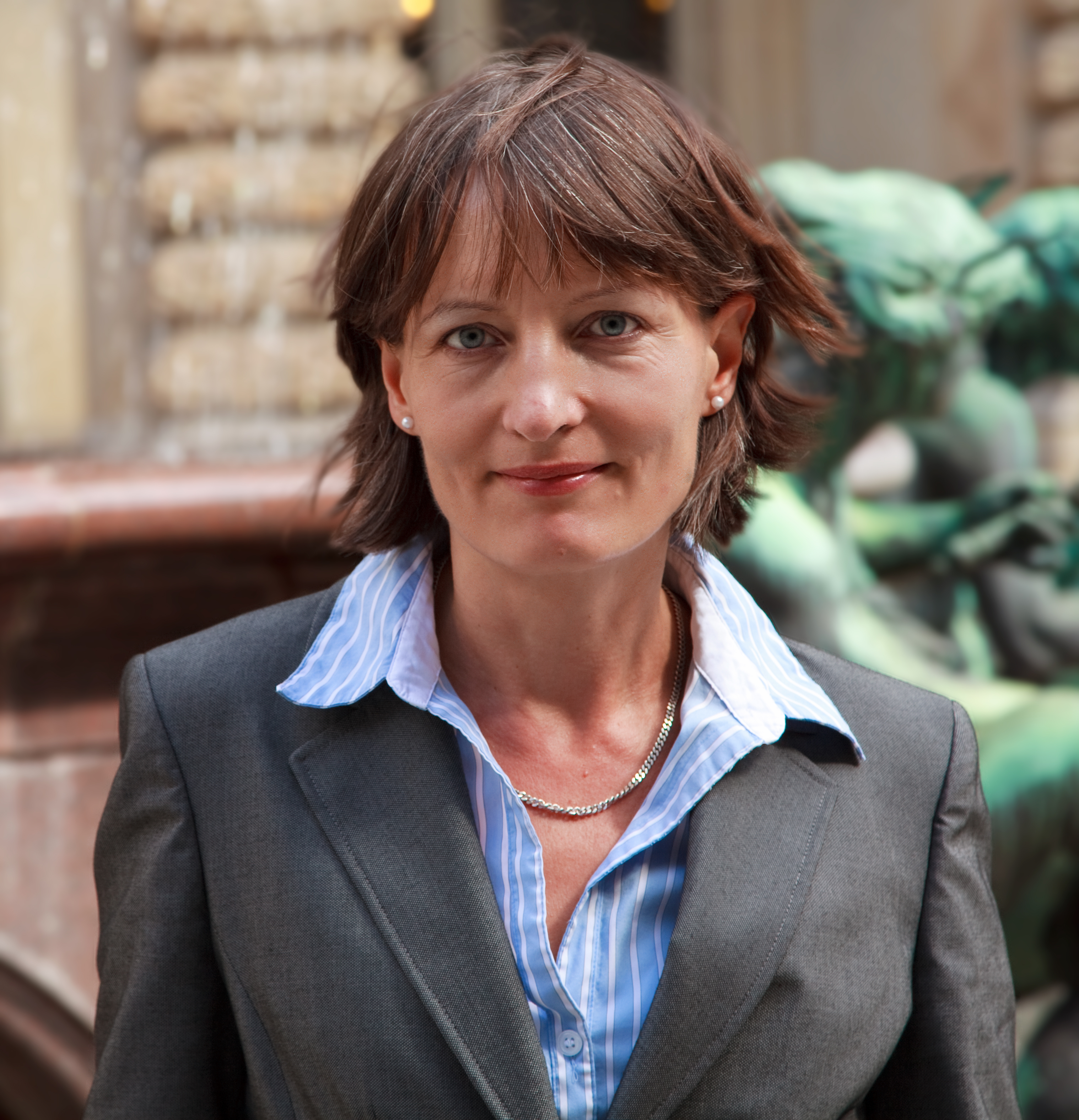
Martina Kaesbach 2012

Martina Kaesbach (* 1964 in Hamburg) ist eine deutsche Sozialpädagogin und Politikerin (FDP) in Hamburg. Von 2011 bis 2015 war sie Mitglied der Hamburgischen Bürgerschaft.

## Biographie

### Berufliches
Nach der Fachhochschulreife am Lessing-Gymnasium in Norderstedt begann Martina Kaesbach eine Ausbildung in der Landwirtschaft und absolvierte die Lehre 1986. Anschließend besuchte sie die Abendschule Ravensberg in Kiel und legte 1988 das Abitur ab. Von 1989 bis 1992 studierte sie Literaturwissenschaft an der Christian-Albrechts-Universität zu Kiel. Nach Tätigkeiten als Tagesmutter und in der Altenpflege begann sie 1995 ein Sozialpädagogikstudium an der Fachhochschule Hamburg und schloss 1999 mit Diplom ab. Nachdem sie zunächst als Diplom-Sozialpädagogin seit 1999 in der Schuldnerberatung tätig war, arbeitet sie seit 2003 in der Hamburger Kinder- und Jugendhilfe.

### Politisches
Martina Kaesbach trat 2001 in die FDP ein und war von 2001 bis 2004 als Geschäftsführerin der FDP-Fraktion in der Bezirksversammlung Hamburg-Altona tätig. Von 2005 bis 2011 war sie Beisitzerin im Landesvorstand Hamburg und Fachsprecherin des Landesverbandes für Soziales und später auch für Sportpolitik. Bei der Bundestagswahl 2009 trat sie auf Platz 4 der Landesliste an. Bei der Bürgerschaftswahl 2011 hatte Martina Kaesbach den Landeslistenplatz 5 der FDP Hamburg inne. Seit dem 7. März 2011 war sie Abgeordnete der 20. Hamburgischen Bürgerschaft und Sprecherin für Soziales, Integration und Sport der FDP-Fraktion der Hamburgischen Bürgerschaft. Bei der Bürgerschaftswahl 2015 trat Martina Kaesbach nicht erneut an, da sie keinen Platz auf der Landesliste erhalten hatte (sie kandidierte auf die Landeslistenplätze 3–5).